# مقاطعة كولمان (تكساس)

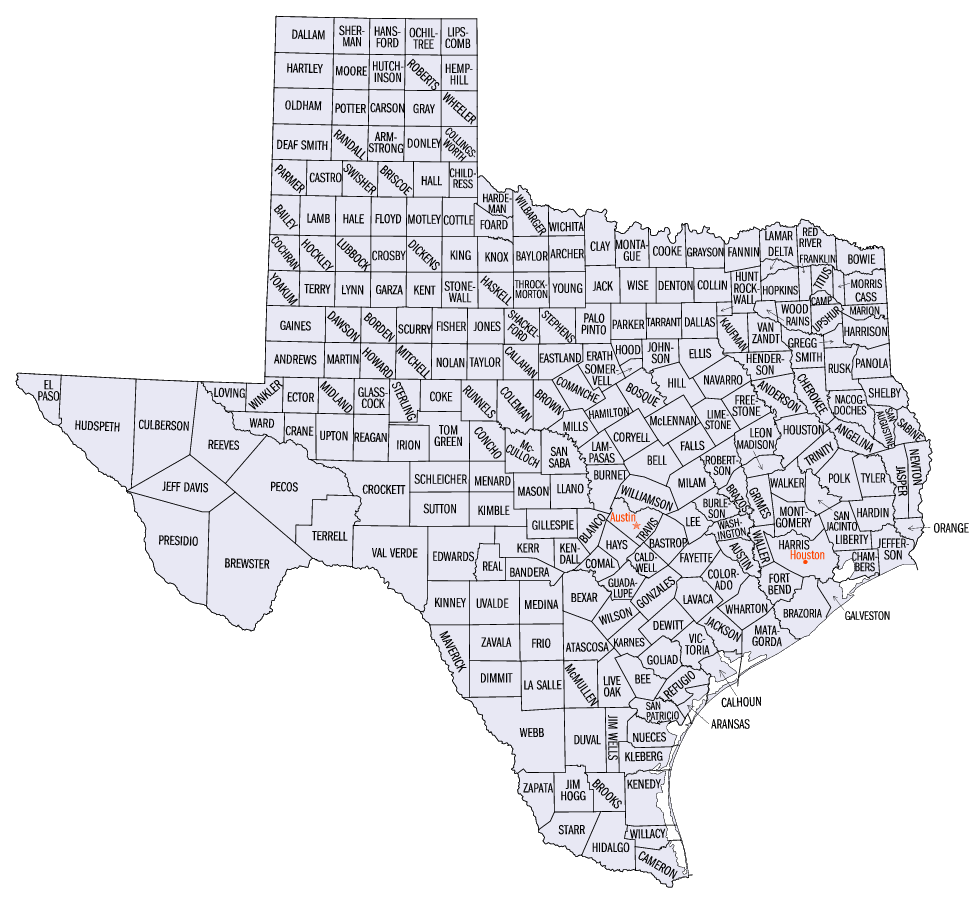
خارطة مقاطعات تكساس

مقاطعة كولمان (بالإنجليزية: Coleman  County)‏ هي إحدى المقاطعات في ولاية تكساس، الولايات المتحدة الأمريكية.

## أعلام
- أرنولد إل. كيركباتريك
- بوبي لاين
- بين كيلباتريك
- جورج بوشامب